# IC 3124
IC 3124 — галактика типу * (зірка) у сузір'ї Діва.
Цей об'єкт міститься в оригінальній редакції індексного каталогу.